# Max Wenkel

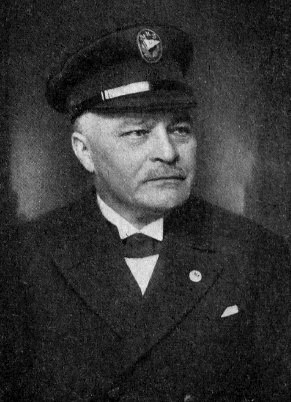
Max Wenkel

Max August Rudolf Wenkel (* 2. Februar 1864 in Ober-Börnecke, nun Stadtteil von Hecklingen; † 17. März 1940 in Berlin) war ein deutscher Ingenieur, Erfinder und Automobilpionier.

## Leben
Wie andere Automobilpioniere begann Max Wenkel seine Erfinderkarriere mit dem Bau von Fahrrädern. Schon als Mechanikerlehrling konstruierte er ein erstes Hochrad und bestritt später erfolgreich Rennen mit bekannten Radsportlern wie Willy Tischbein (1871–1946), dem späteren Generaldirektor der Continental-Caoutchouc- und Guttapercha-Compagnie. Zu Beginn der 1880er-Jahre studierte er mit dem zukünftigen Gründer der Adler-Werke, Heinrich Kleyer, in England die Fabrikation von Fahrrädern und war bei den Duplex-Fahrradwerken in Berlin beschäftigt.

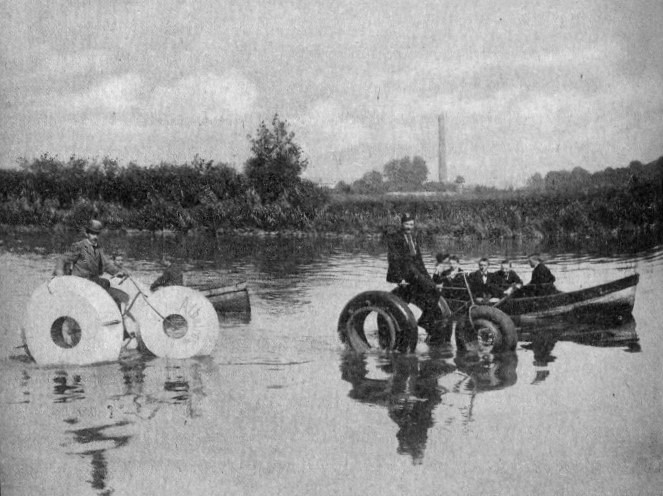
Wenkels Wasserfahrrad 1895

1895 machte er erfolgreich Versuche mit einem Wasservelociped (Dreirad) auf der Leine und Ihme bei Hannover. Bereits 1899 stellte er bei der I. Internationalen Ausstellung in Berlin einen Kleinwagen vor. Von 1901 bis 1903 reiste er mit einem 4-PS Wenkelmobil, angetrieben von einem belgischen Vivinus-Motor durch Ostindien, Sumatra, Borneo und Java, wo er mit primitiven Mitteln in einer improvisierten kleinen Fabrik die ersten deutschen Automobile in Übersee konstruierte. Zurück in Deutschland produzierte die Berliner Firma Schneider & Co sein Wenkelmobil. Mit diesem Wagen gewann er zahlreiche Preise bei Tourenfahrten in der Klasse der Kleinfahrzeuge. 1906 und 1907 reiste der Erfinder mit dem Wenkelmobil durch ganz Südamerika bis Patagonien. In Argentinien war er beauftragt, die Kordillerenregion für den Kraftverkehr zu erschließen. Außerdem baute er flachgehende Motorschnellboote für argentinische Flüsse. Wenkel erwarb mehrere Patente, unter anderem für die Herstellung des Reibscheibenbelags der Wenkelmobile (1904) und eine High Speed compression and vacuum pump (1910). 1914 war Wenkel im Berliner Adressbuch als "Techn. Bur., Neuheiten-Vertrieb, Kommiss. u. Agent.", 1918 als "Ingen. u. Prokurist, Techn. Büro" ausgewiesen. 1929 gewann er mit seinem neuartigen Schnellboot "Java II" den renommierten Garbaty-Pokal. Noch drei Jahre später trat er mit der Erfindung eines "Motors im Autokoffer", einem neuartigen Kleinauto, an die Öffentlichkeit.
Wenkel starb 1940 im Alter von 76 Jahren in Berlin-Wittenau. Er war seit 1929 mit Lina Klara Frieda, geborene Thurow; verheiratet gewesen.

## Wenkelmobil

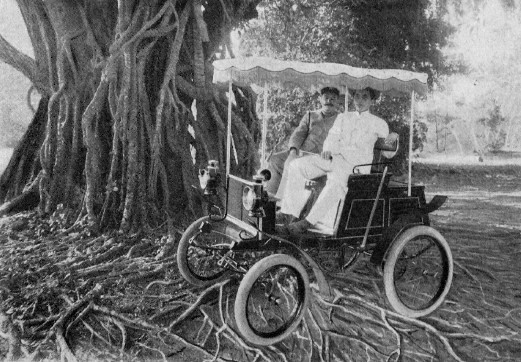
In Java konstruiertes frühes Wenkelmobil

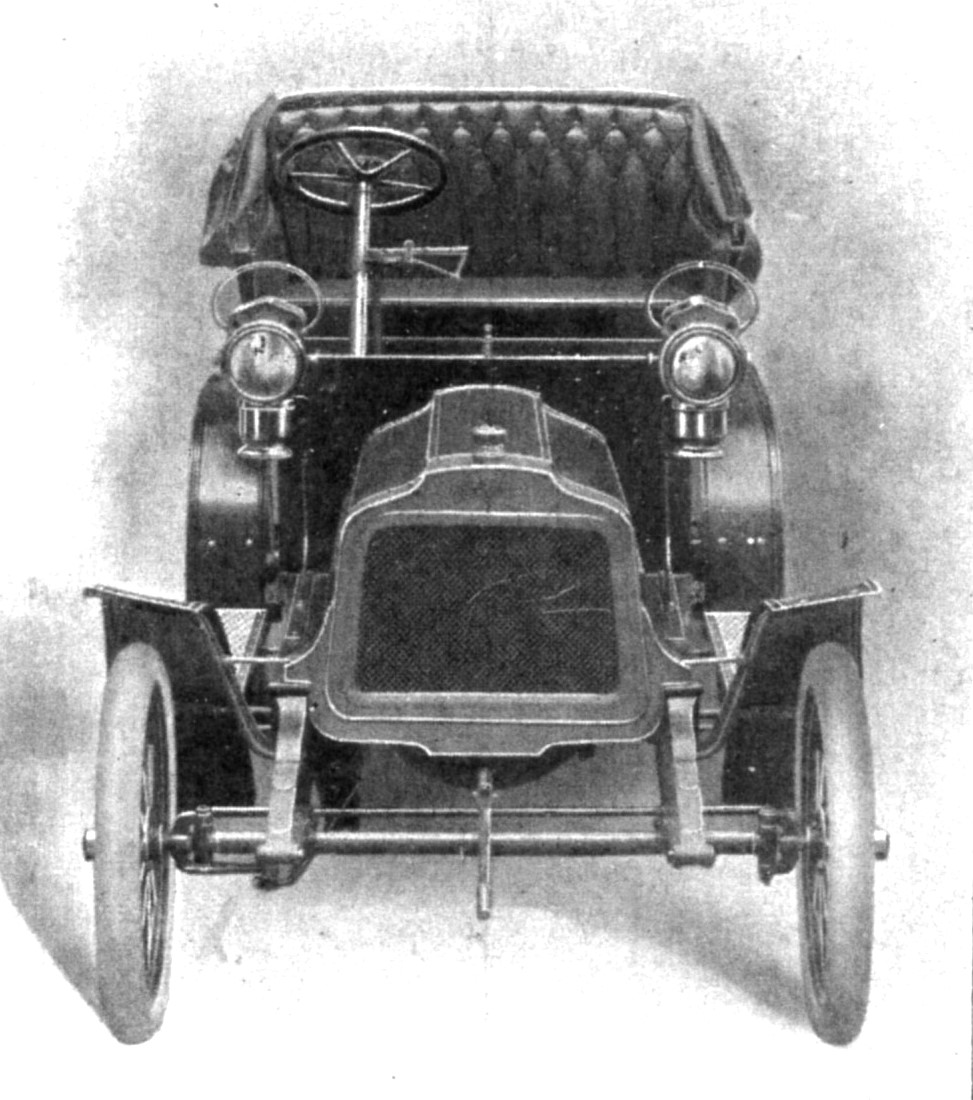
Wenkelmobil Frontansicht

Wenkels erster Versuch im Automobilbau um 1899 basierte auf einem leichten Stahlrohrrahmen und einem luftgekühlten De-Dion-Bouton-Motor, der eigentlich für Dreiräder konstruiert war. Der Antrieb vom Motor zur Hinterachse war mit einer Kette untersetzt. Ein Folgemodell als Viersitzer auf dem Unterbau einer Break mit einem stärkeren Aster-Motor mit Batteriezündung und Riemenantrieb bezeichnete sein Konstrukteur bereits als Wenkel-Mobil. Mit einer verbesserten Version mit ca. 4 PS bereiste er 1901 den fernen Osten und baute in Java, wo Benzin spottbillig war, den tropischen Bedingungen angepasste Wenkelmobile nach dem Vorbild leichter amerikanischer Dampfwagen mit hinten eingebautem, stehenden, wassergekühlten Motor und Friktions- oder Reibradantrieb. Die Steuerung erfolgte mit einem umlegbaren Hebel.
Nach Wenkels Rückkehr nach Berlin bauten die Automobilwerke Schneider & Co. (zunächst Siegmundshof 3, aber noch 1904 in bedeutend vergrößerten Fabrikräumen in der Gitschinerstraße 61) verschiedene Modelle des anfänglich erfolgreichen Wenkelmobils. Das deutlich verbesserte Fahrzeug hatte nun einen vorn stehend unter der Haube eingebauten 7/8 PS-Einzylindermotor. Die Konstruktion des Fahrzeugs wurde anhand des nebenstehenden Bildes wie folgt beschrieben:

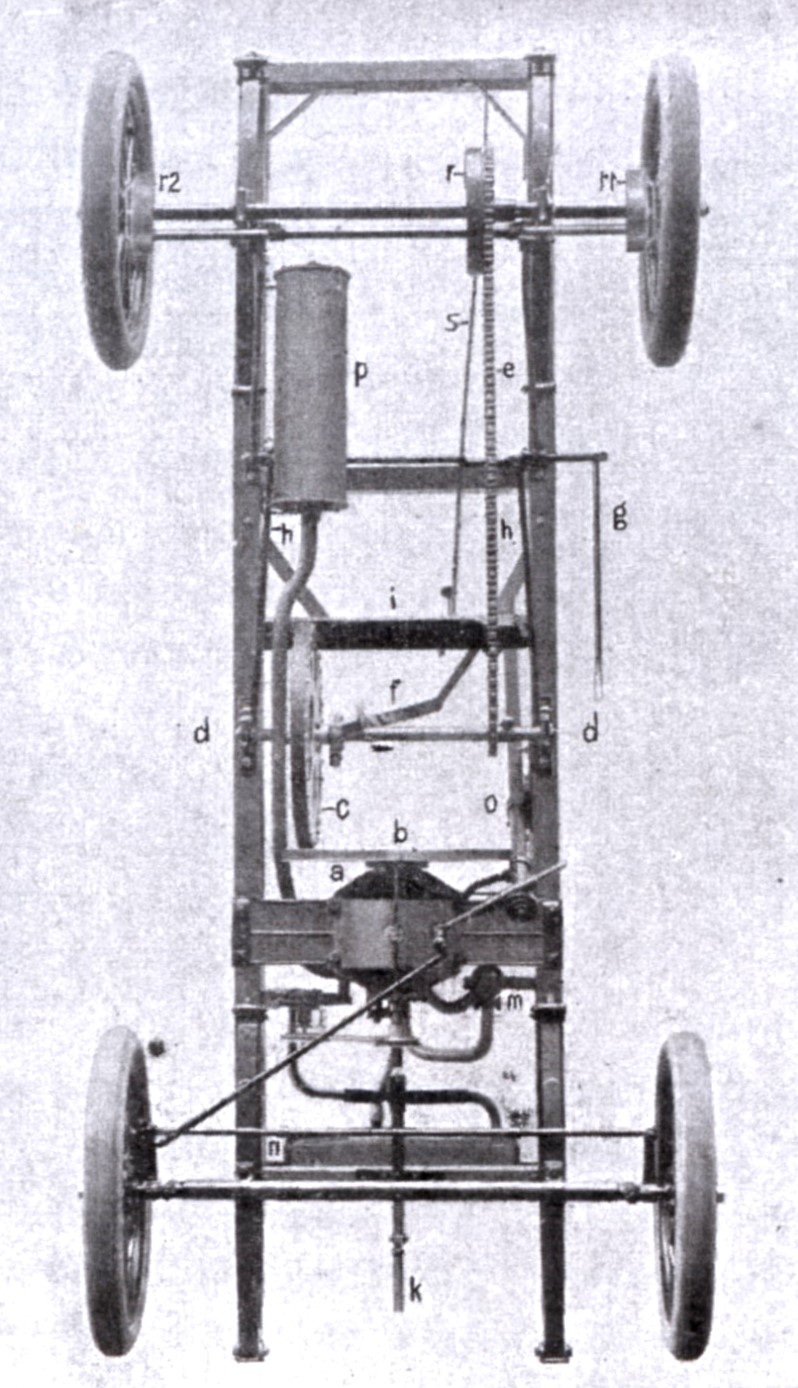
Chassis des Wenkelmobils

"Vom Motor a aus wird die als Schwungrad dienende Planscheibe b in Drehung gesetzt und die Drehung auf das Diskusrad c übertragen. Hierdurch dreht sich auch die Welle dd, auf welcher das Kettenrad aufgekeilt ist. Vermittels der Kette e wird die Hinterachse angetrieben. Das Einstellen der Geschwindigkeiten geschieht durch das Verschieben des Diskusrades c auf der Welle dd vermittels des links seitlich oben an der Steuersäule befindlichen Handhebels und des Gelenkhebels f. Die Lager der Welle dd mit dem Diskusrad c können schlittenartig nach vorn und hinten verschoben werden durch den rechts am Führersitz befindlichen Handhebel g. Durch diesen Handhebel wird also das Diskusrad c mit der Planscheibe b und mit dem Motor gekuppelt, oder aber bei Leerlauf rückwärts gegen den Bremsbügel f zwecks Bremsung gedrückt. Dieser Handhebel dient also gleichzeitig zur Bremsung und Kupplung. Von genannter Bremse unabhängig wirken die beiden Bandbremsen r1 und r2 auf beide Hinterräder, durch den Fußhebel vermittels des Kabels s betätigt. Der Bienenkorbkühler n sorgt mit der durch Riemen getriebenen Pumpe l für die Kühlung des Zylinders. Der Gestellrahmen ist eisenarmiertes Holz. Die vordere Achse ist gerade, die Hinterachse ist durchgehend und hat kein Differenzialgetriebe." [Die Unabhängigkeit der Hinterräder war dadurch bewirkt, dass ein Hinterrad nicht angetrieben wurde, während das andere starr auf der Achse befestigt war.]

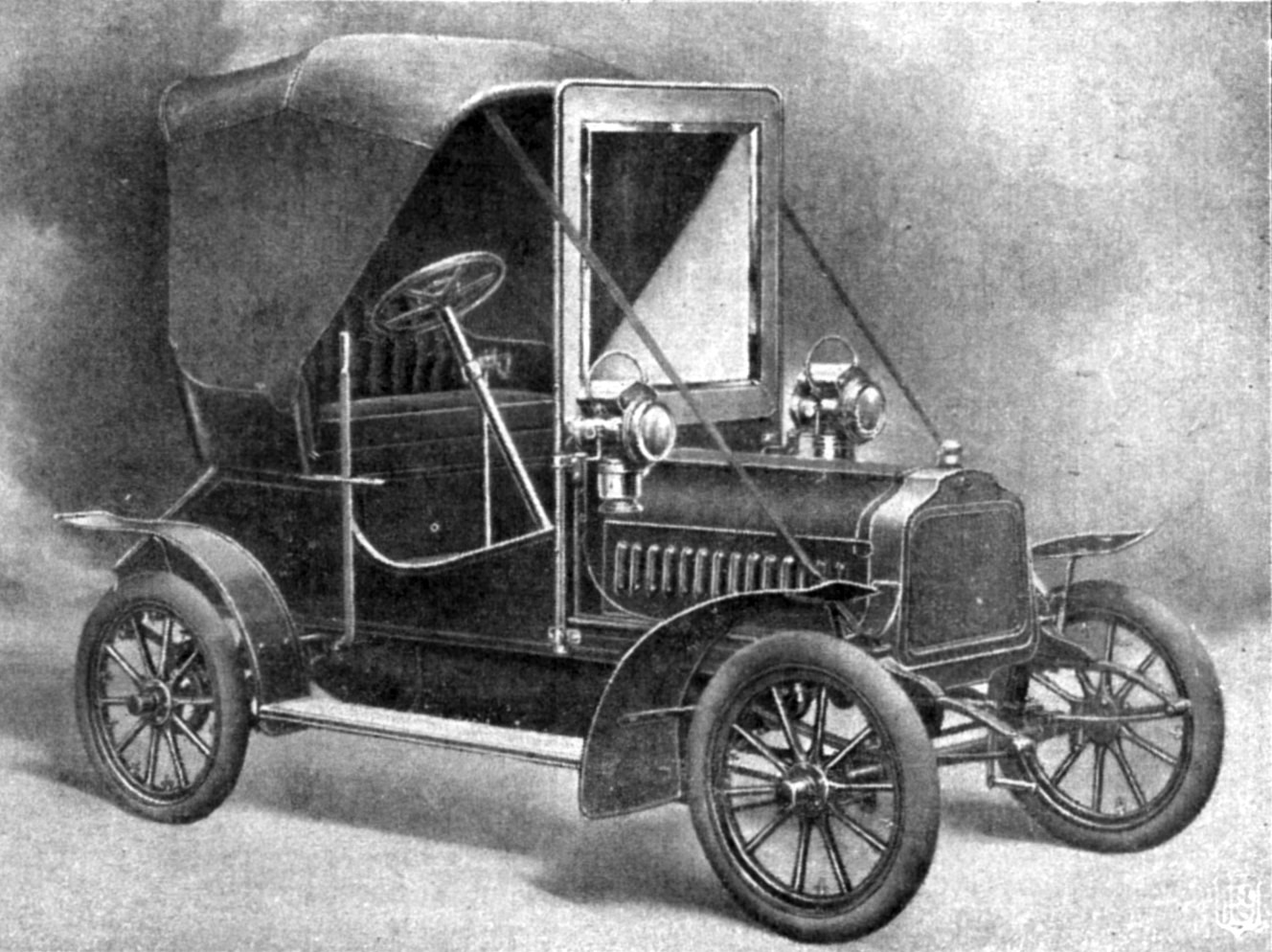
Wenkelmobil mit Glasscheibe und Faltdach

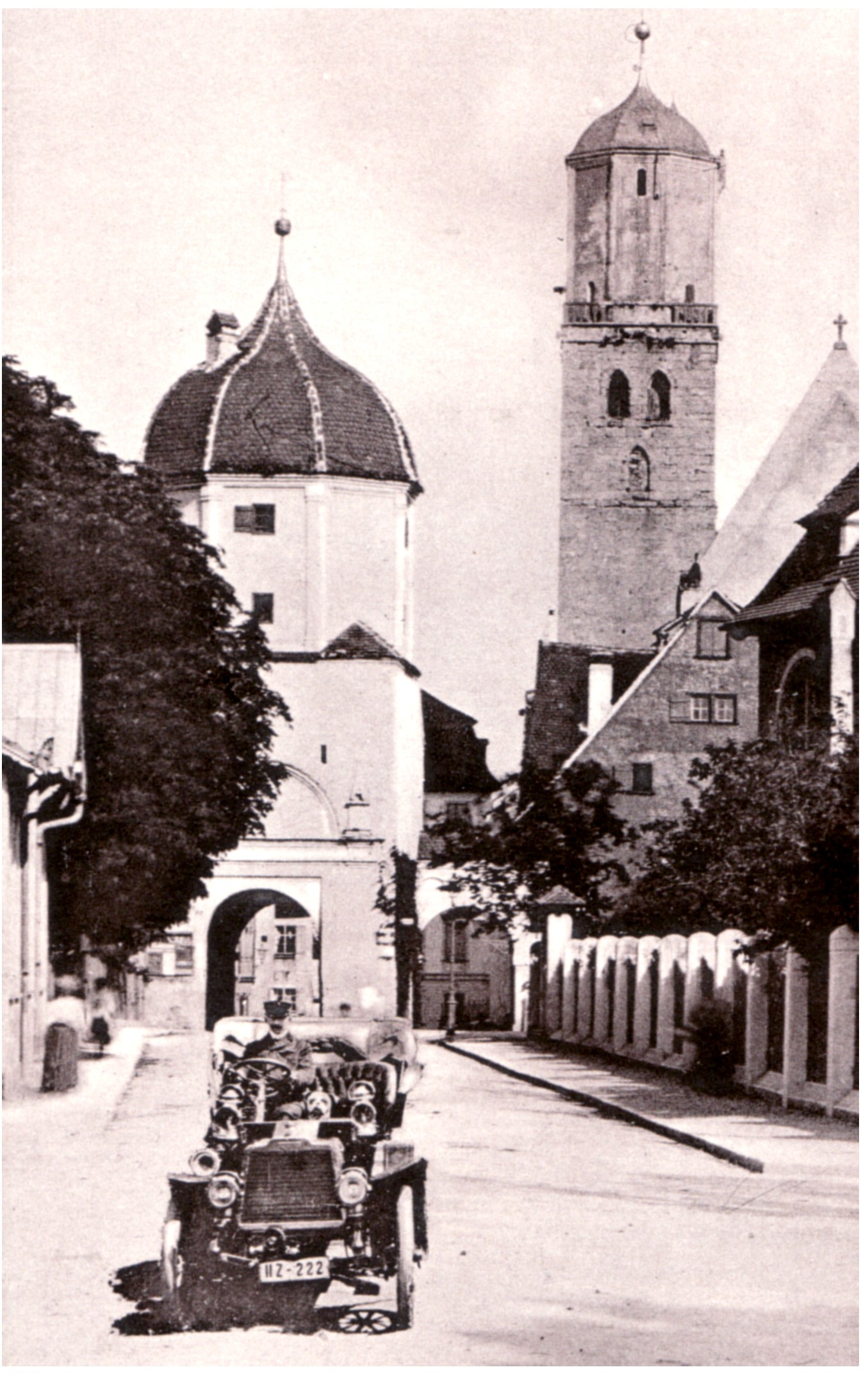
Wenkelmobil am Westertor in Memmingen 1910

1906 wurde ein 9/10-PS-Modell ausgeliefert, aber langfristig waren Reibradantrieb und fehlendes Differenzial nicht konkurrenzfähig, und im Jahr 1907 (Wenkel durchquerte mit einem Wenkelmobil Südamerika) wurde die Produktion wegen geringer Nachfrage eingestellt.